# Zosterops consobrinorum
Zosterops consobrinorum е вид птица от семейство Zosteropidae.

## Разпространение
Видът е разпространен в Индонезия.